# الحرب بين كولومبيا الكبرى والبيرو

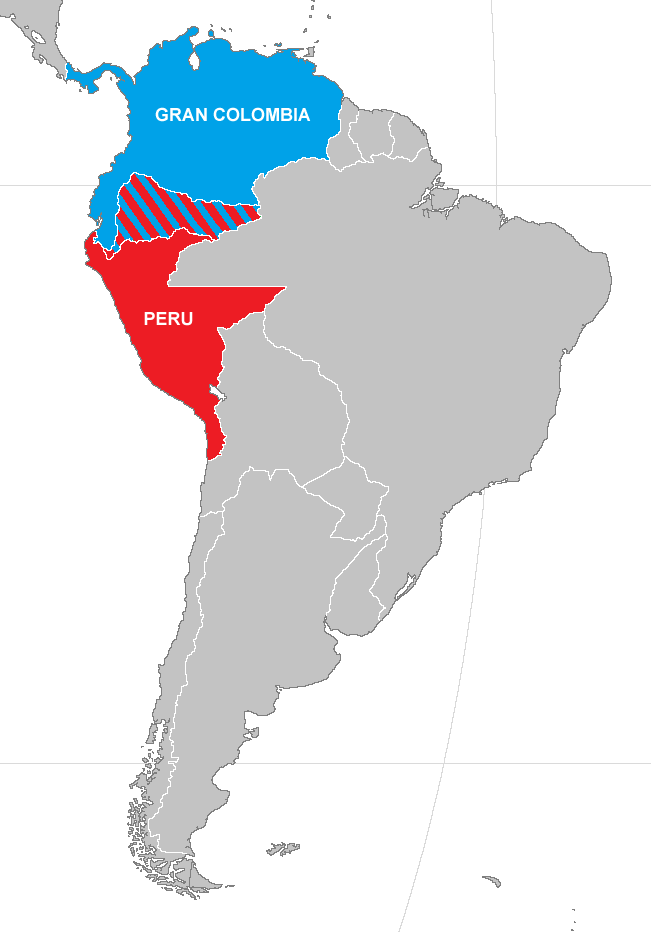
خريطة كولومبيا الكبرى وجمهورية بيرو عام 1828

الحرب بين كولومبيا الكبرى والبيرو في عامي 1828 و1829 كانت أول نزاع دولي تقاتلت فيه جمهورية البيرو، التي نالت استقلالها عن إسبانيا عام 1821، وكولومبيا الكبرى التي وُجدت بين عامي 1819 و1830.

## الأسباب
كانت المسائل التي أدت للحرب هي مزاعم كولومبيا الكبرى، التي تعود إلى إلى الحقبة الاستعمارية، بخصوص السيطرة على مناطق خايين ومايناس. أنشا مرسوم ملكي صادر عن ملك إسبانيا عام 1563 الجمهور الملكي في كيتو. تضمن الجمهور الملكي في كيتو مقاطعات من بينها، في الشمال، باستو وبوبايان وكالي وبوينافينتورا وبوغا في ما يُعرف الآن بكولومبيا. كان الجمهور الملكي في كيتو مبدئيًا جزءًا من النيابة الملكية على بيرو حتى عام 1717 عندما أصبح جزءًا من النيابة الملكية على غرانادا الجديدة. كانت الحدود في ذلك الوقت غير دقيقة، لا سيما في المناطق الشرقية غير المستقرة، ما بعد كورديليرا أندين، بسبب نقص المعرفة الجغرافية والأهمية المنخفضة الممنوحة لتلك المناطق غير المسكونة والتي يصعب الوصول إليها.
اندلع أول جدال بين النيابة الملكية على بيرو والجمهور الملكي في كيتو عام 1802، عندما نُقل الجيش والإدارة الكنسية في مايناس إلى النيابة الملكية على بيرو بموجب مرسوم ملكي. حتى هذا اليوم، هناك خلاف حول ما إذا كان هذا النقل يُعتبر تنازلًا مناطقيًا أيضًا. شكل النقص في الوضوح أساس الخلافات المناطقية بين الإكوادور والبيرو عندما حصل البلدان، بعد عدة سنوات، على استقلالهما عن إسبانيا. لم تُضمَّن خايين وتوميز في المرسوم الملكي الصادر عام 1802.
حدث أمر مماثل عام 1803، عندما قرر التاج الإسباني أن الشؤون العسكرية لمقاطعة غوياكيل، وعاصمتها المدينة الساحلية التي تحمل ذات الاسم، ستُدار من ليما في البيرو. بالإضافة لذلك، في عام 1810، حُولت كل الشؤون الاقتصادية والإدارية لمقاطعة غوياكيل إلى النيابة الملكية على بيرو، وهو وضع سيستمر حتى عام 1819 (وتشكيل كولومبيا الكبرى التي تتضمن غوياكيل).

## استخدام حق الملكية
حتى قبل انتهاء معارك التحرير في مستعمرات أمريكا الجنوبية، أسس سيمون بوليفار مبدأ «استخدام حق الملكية» بصفته الأساس الذي يقوم عليه ترسيم الحدود المناطقي للدول الجديدة التي ستتمخض عن الولايات الاستعمارية القديمة. في الخلاصة، عنى المبدأ، عند تطبيقه على الحدود الدولية في ذلك الوقت، أن حدود الدول الجديدة يجب أن توافق الحدود الإدارية الإسبانية كما كانت عام 1809. مثل هذا صعوبةً واضحة بسبب نقصان المعرفة الجغرافية وأيضًا بسبب أن المنطقة المذكورة لم تكن مسكونة (أو مسكونة بنسبة صغيرة) ومُستكشفة. وفقًا لهذا المبدأ، ستصبح منطقة النيابة الملكية على ليما بعد ذلك جزءًا من البيرو، وستصبح منطقة النيابة الملكية على غرانادا الجديدة جزءًا من كولومبيا. ومع ذلك، وقع جزء مما أصبح لاحقًا الإكوادور في منطقة رمادية، وبوجود مزاعم معقولة من قبل كل من البيرو (خَلَف النيابة الملكية على البيرو) وكولومبيا (خَلَف النيابة الملكية على غرانادا الجديدة) التي دعمت النزاع.

## النزاع على بوليفيا
كانت فيدرالية كولومبيا الكبرى، المُشكلة عام 1819، بذرة مخطط بوليفار الأكبر لتوحيد المستعمرات الإسبانية في أمريكا الوسطى والجنوبية. كان سيمون بوليفار، قبل أن يصبح الرئيس الاسمي لكولومبيا الكبرى لفترة وجيزة، رئيس الدولة المستقلة حديثًا، بوليفيا، المسماة تيمنًا به. كانت بوليفيا سابقًا جزءًا من النيابة الملكية لريو دي لا بلاتا، المعروفة بالبيرو العليا، وعندما تخلى سيمون بوليفار عن الرئاسة لصالح رفيقه الثوري أنطونيو خوسيه دي سوكري ألكالا عام 1826، رأى البيروفيون فرصةً سانحة. في بدايات عام 1828، أطلقت البيرو حملةً ضد بوليفيا لإنهاء الأثر البوليفاري وأجبرت الكولومبيين على مغادرة بوليفيا.
الاشتباكات الأولية
غاضبًا من الأخبار الآتية من بوليفيا (التي طُرد منها الجيش الكولومبي)، عزم الرئيس بوليفار على إعلان الحرب ضد البيرو في الثالث من يونيو عام 1828. استقال أنطونيو خوسيه دي سوكري من منصبه (تحت الضغط) وعُين قائدًا لجيش كولومبيا الكبرى.
حدث إعلان الحرب في الثالث من يوليو عام 1828، عندما أمر الرئيسان خوسيه دي لا مار وسيمون بوليفار بتعبئة قواتهم البرية والبحرية. حدثت أول مواجهة في النزاع في الحادي والثلاثين من أغسطس من العام ذاته في معركة مالبيلو البحرية، والتي انتهت بانتصار بيروفي عندما خفرت السفينة الحربية البيروفية ليبريتيد، تحت قيادة كارلوس غارسيا ديل بوستيغو، في المياه الدولية غرب الخليج من المكسيك، عندما أغلقت غوياكيل ذلك المرفأ، هاجمت السفن الكولومبية الضخمة بينشينشا وغوياكيلينا في بونتا مالبيلو. أجبر الكولومبيون على التراجع متكبدين خسائر كبيرة بالأرواح على متن سفنهم.
بعد ذلك، وفي الثاني والعشرين من نوفمبر 1828 حدث القتال البحري في كروسيس، وهي مواجهة بحرية بين السفن البيروفية بريزيدينتي وليبريتيد وبيروفيانا وسفن كولومبيا الكبرى غوياكيلينا وأديلا خلال الحرب البيروفية الكولومبية العظمى. كان حصار غوياكيل المُطبق من قبل البحرية البيروفية حاسمًا في الحصول على المجال البحري ووضع نهاية للحملة البحرية للحرب البيروفية الكولومبية العظمى.

## الاعتداء على غوياكيل
شن الأسطول البيروفي، بقيادة الأدميرال خورخي مارتين غويزي، عدة غارات على منطقة غوياكيل قبل الهجوم المباشر على دفاعات المدينة من 22 نوفمبر وحتى 24 نوفمبر 1828. في هذه الحملة، تمكن خورخي من القضاء على الدفاعات الكولومبية العائمة وسحق مدفعية العدو، ولكن في ليل الثالث والعشرين من نوفمبر اصطدمت الفرقاطة البيروفية بريزيدنتي بعقبة واستغل الكولومبيون الفرصة وشنوا هجومًا مضادًا.
عند الفجر وبعد وصول المد العالي، عادت الفرقاطة إلى العوم في ظل الاشتباك. أصابت آخر الطلقات من قناصة العدو الأدميرال غويزي بجرح قاتل. نُقلت السيطرة على الأسطول إلى ملازمه الأول خوزيه بوتيرين، الذي أكمل الحصار. استسلمت المدينة في نهاية المطاف في التاسع عشر من يناير عام 1829. بعد هذا الانتصار، أبحرت السفينة الحربية آريكويبينا والسفينة الشراعية ذات الصاريين كونغريسو إلى بنما لإنقاذ سفينة تجارية بيروفية أسرها الكولومبيون. بقيت غوياكيل تحت الاحتلال البيروفي حتى الحادي والعشرين من يوليو عام 1829.

## الحرب البرية
وُلد الرئيس البيروفي خوسيه دي لا مار في مدينة كوينكا، الواقعة في الإكوادور حاليًا، والتي كانت عام 1828 جزءًا من المناطق المتنازع عليها وجزءًا من كولومبيا الكبرى بحكم الأمر الواقع. بعد فترة قصيرة من انتهاء الحصار البحري البيروفي على غوياكيل، احتل الجيش البيروفي مدينة لوخا من خلال الانتصار في معركة ساراغورو في الثالث عشر من فبراير عام 1829، واندفع بعد ذلك شمالًا إلى غواياس، المقاطعة المحيطة بمدينة غوياكيل. في طريقهم، وتحت قيادة دي لا مار والجنرال أوغستين غامارا احتلت القوات مدينة كوينكا أيضًا.
دامت السيطرة على كوينكا لفترة قصيرة. شن الجنرال أنطونيو خوسيه دو سوكير ورفيقه الجنرال خوان خوسيه فلوريس هجومًا مضادًا وهزموا القوات البروفية قرب مدينة كوينكا في معركة بورتريت دي تاركوي في السادس والعسرين والسابع والعشرين من فبراير عام 1829.
من الضروري الإشارة إلى أنه وخلال معركة بورتريت دي تاركوي، هُزم مركز عسكري واحد فقط للقوات البيروفية مؤلف من 900 من جنود المشاة، والذي أحاطه جيش كولومبيا الكبرى بكامله والمؤلف من 4500 جندي. بقي الجزء الأكبر من القوات البيروفية سليمًا وتمكن من الانسحاب من أجل إعادة تشكيل القوات في السهل بوضع سلاح الفرسان والمدفعية عند مخرج المضيق، في انتظار مواجهة جديدة مع جيش كولومبيا الكبرى. لم تكن نتائج هذه المعركة حاسمة للصراع.
دون تعزيز بقوات على الأرض، كان مصير الاحتلال البيروفي لغوياكيل الفشل، وبالمثل أحبط الإصرار الكولومبي على الحق بمناطق خايان ومايناس. في الثامن والعشرين من فبراير عام 1829، وقع لا مار وسوكري وثيقة مشروطة والتي أصبحت معروفة باتفاق لا مار-سوكري.
رفض لا مار، مع ذلك إعادة غوياكيل أو سحب البحرية البيروفية منها، مشيرًا إلى أنها جزء من الاتفاقية. عزم لا مار على تقوية جيشه في مقراته في بيورا بينما حضر بوليفار لاستعادة قيادة الجيش الكولومبي، وبدا أن المعارك على وشك الاندلاع من جديد.